# Нунке, Франк
Франк Янник Нунке (фр. Franck Yannick Nunke; род. 6 февраля 1997 года, Яунде, Камерун) — камерунский футболист, полузащитник.

## Карьера
В 2016—2017 годах играл за «Тоннер». В 2017 году перешёл в «Драгон», где поиграл два года. 26 апреля 2021 года перешёл в «Динамо-Брест», в составе которого дебютировал в матче против «Динамо» из Минска. Всего за клуб сыграл 9 матчей, где отдал две голевые передачи.